# Хайнрих Виланд
Хайнрих Ото Виланд (на немски: Heinrich Otto Wieland) е германски физик, лауреат на Нобелова награда за химия от 1927 г. за изследванията му върху жлъчните киселини.

## Биография
Хайнрих Виланд е роден Пфорцхайм. Майка му е Елизе Блум, а баща му, Теодор Виланд, е фармацевт с докторантура по химия,. Той държи работилница за пречистване на злато и сребро в Пфорцхайм.
През 1901 г. Виланд завършва докторантурата си в Мюнхенския университет. През 1904 г. завършва хабилитацията си, а след това продължава да преподава в университета, като от 1907 г. е консултант за фармацевтичната компания Boehringer Ingelheim. През 1908 г. се жени за Жозефина Бартман, от която има четири деца. През 1913 г. става доцент по специални теми в органичната химия и ръководител на отделението по органична химия към Държавната лаборатория в Мюнхен. От 1917 до 1918 г. Виланд работи за Института по физикохимия и електрохимия към обществото Кайзер Вилхелм в Далем, който по това време се ръководи от Фриц Хабер, като алтернатива на редовната военна служба. Там той се занимава с разработка на химически оръжия, като например изнамирането на нови начини за синтезиране на иприт. Той синтезира за пръв път адамсит.
От 1913 до 1921 г. Виланд е професор в Мюнхенския технически университет. След това се премества във Фрайбургския университет като наследник на Лудвиг Гатерман. Във Фрайбург той работи по жабешки отрови и жлъчни киселини. Във връзка с Boehringer Ingelheim той работи по изкуствени алкалоиди като морфин и стрихнин. През 1925 г. наследява Рихард Вилщетер като професор по химия в Мюнхенския университет. През 1941 г. изолира токсина алфа-амантин – главното активно вещество на една от най-отровните гъби на света, зелената мухоморка. Голяма част от работата на Виланд през живота му е свързана с изследването на оксидационните процеси в живите клетки, което му помага да признае дехидратацията като универсален оксидационен принцип.
Виланд успешно се опитва да защитава хора, особено еврейски студенти, които носят расово обременени след Нюрнбергските закони. Студенти, които са изключени поради расовата си принадлежност, успяват да се задържат в групата на Хайнрих Виланд като химици или като гости.
Виланд умира на 5 август 1957 г. в Щарнберг.
Дъщерята на Хейнрих, Ева Виланд, се омъжва на 14 май 1937 г. за станалия по-късно нобелов лауреат (1964) по физиология или медицина Феодор Линен.

## Награда Хайнрих Виланд
От 1964 г. наградата Хайнрих Виланд се присъжда ежегодно за изключително проучване върху биологически активни молекули и системи в областта на химията, биохимията и физиологията. От 2014 г. е придружена и от парична награда в размер на 100 000 евро.